# 4966 martyrs d'Afrique
Les 4 966 martyrs d'Afrique sont les 4 966 évêques, prêtres et clercs d'Afrique du Nord morts pour leur foi en 483, sous la persécution du roi vandale Hunéric. Celui-ci, fervent partisan de l'arianisme, veut imposer sa vision religieuse aux membres du clergé chrétien. Devant leur refus, il les fait déporter collectivement puis exécuter.
Leur mémoire est célébrée collectivement dans l'Église catholique le 12 octobre.

## Historique

### Le contexte
En 429, les Vandales, présents en Espagne, débarquent en Afrique du Nord-Ouest et étendent leur royaume sur ces terres romaines. Leur religion est l'arianisme, une variante du christianisme considérée comme une hérésie par les chrétiens fidèles au symbole de Nicée édicté lors du concile de Nicée en 325. Souhaitant imposer leur vision religieuse, ils mènent contre les chrétiens une persécution « sournoise et intermittente ». La mort du roi Genséric, en 477, donne un espoir d'amélioration mais, quelques années plus tard, son fils Hunéric prend des mesures encore plus violentes contre les chrétiens,,.
Le récit de la persécution a été donné par Victor, évêque de Vite. Vers 487, pendant son exil, il compose ce récit qui figure dans l'Histoire de la persécution d'Afrique sous les Vandales, tome 3,. Si son témoignage est de premier ordre, il ne peut être considéré comme étant totalement impartial. Il reste, à ce jour, le seul récit de cet événement qui nous soit parvenu. La date de la persécution est incertaine, certaines sources donnent la date de 482 ou de 484, mais la date de 483 semble plus généralement retenue. La seule certitude historique est que cette persécution a probablement eu lieu avant le pseudo-concile de Carthage du 25 février 484. Durant ce concile, les évêques ne furent pas autorisés à donner leur avis, mais le roi vandale fixa une loi obligeant tous les chrétiens à se convertir à l'arianisme.

### La persécution
Hunéric fait arrêter 4 966 évêques, prêtres, diacres et autres « membres de l’Église » de toute la région dont il est alors le souverain. Il les rassemble à Sicca Veneria et à Lares. Des responsables vandales tentent de faire fléchir les clercs en leur faisant renoncer à leur foi, mais ceux-ci refusent, proclamant toujours leur foi en « la Trinité en un seul Dieu ». Les conditions de détention, d'abord souples, se durcissent avec le temps ; les Vandales « enferment les prisonniers dans de sombres réduits, entassés comme des sauterelles et d'où ils ne pouvaient sortir pour satisfaire leurs besoins naturels ». Les conditions d'hygiène deviennent dramatiques. Le chroniqueur (l'évêque Victor) raconte avoir corrompu les gardes pour enfreindre les ordres royaux et rendre visite aux prisonniers, constatant leur situation,,.
Ne pouvant les faire fléchir, le roi vandale décide de les déporter. Parmi eux, un vieil évêque, Félix d'Abbis Minus, paralysé et pouvant à peine parler, est incapable de suivre la caravane. Il est ligoté et attaché sur le dos d'un mulet « comme un tronc d'arbre », et fait ainsi toute la route avec ses compagnons. Quelques personnes accompagnent les prisonniers, dont Cyprien, évêque d'Unizibir (qui sera tué), ou Victor, évêque de Vite (qui survivra). La caravane de prisonniers se déplace essentiellement la nuit à cause de la chaleur du jour. Pour faire presser le pas aux prisonniers, les soldats les piquent de la pointe de leurs lances, ou jettent des pierres sur « ceux qui n'allaient pas assez vite ». Durant les arrêts, les prisonniers sont enfermés ; leur état physique empire. Le chroniqueur indique que les soldats avaient l'ordre « d'attacher par les pieds ceux qui ne pouvaient marcher et de les traîner au sol comme des bêtes mortes ». Très vite, les plus faibles succombent, leurs tombes jalonnent le chemin. Les prisonniers d'abord sont nourris d'orge, mais la distribution de nourriture est suspendue lorsque les prisonniers arrivent dans le désert,,. Tous les survivants de cet exode sont exécutés par les Vandales.

## Personnes connues
Parmi les martyrs chrétiens, seuls deux noms sont connus,, Félix, évêque d'Abbir Germaniciana, qui avait quarante-quatre ans d'épiscopat, et Cyprien, évêque d'Unizibir (en).
On connaît aussi la présence de la « fille de l'évêque de Zuritana (it) », très âgée, et de son fils. Les autres membres ne sont pas nommés, même s'il y avait probablement des évêques. La seule indication les concernant est leur rôle dans l’Église, prêtres, diacres et clercs, ainsi que de « nombreux fidèles ».

## Fête et mémoire
Les « saints confesseurs et martyrs » sont commémorés le 12 octobre. La mention de cette fête remonte à Florus de Lyon (IXe siècle) qui, en rédigeant son martyrologe, rajoute des fêtes, dont celle-ci, pour « remplir dans son martyrologe les jours laissés vides par ses prédécesseurs ». Il reprend donc les écrits de Victor de Vite pour honorer « plusieurs groupes de martyrs qui n'avaient jamais été honorés d'un culte ». Pour ne pas créer de confusion avec une fête ou une canonisation officielle, il utilise le terme vague de « commémoraison ». La date de cette « commémoraison » est placée le 11 octobre. Mais quelques décennies plus tard, Adon de Vienne, dans la rédaction de son propre martyrologe, reprend cette commémoration en la déplaçant au 12 octobre. Les ouvrages ultérieurs de « vie des saints » et de « calendrier des fêtes chrétiennes » reprennent cette date. Aujourd'hui, cette fête a disparu du calendrier liturgique romain, ce qui n'empêche pas certaines revues catholiques récentes de continuer à l'évoquer, telle la revue Magnificat en 2017.
En plus de ces victimes de la persécution de 483, ce même jour, sont célébrés collectivement « tous les chrétiens d’Afrique du Nord, morts martyrs lors des différentes persécutions subies au cours des premiers siècles du christianisme ».